# Giovanni Conti (kardinál)
Giovanni Conti (1414, Řím – 20. října 1493, tamtéž) byl italský kardinál.

## Život a kariéra
Byl strýcem kardinála Francesca Contiho a synovcem Lucida Contiho.
V roce 1455 se stal arcibiskupem v Conze. V roce 1484 byl jmenován kardinálem (titulus San Nereo ed Achilleo). Účastnil se dvakrát konkláve, roku 1484 a 1492. 1489 titulus San Vitale.
Zemřel při epidemii moru a byl bez obřadností pohřben v Santa Maria in Aracoeli.